# Милошевићи (Плужине)
Милошевићи је насеље у општини Плужине у Црној Гори. Према попису из 2003. било је 112 становника (према попису из 1991. било је 180 становника).

## Демографија
У насељу Милошевићи живи 95 пунолетних становника, а просечна старост становништва износи 47,8 година (42,3 код мушкараца и 52,0 код жена). У насељу има 42 домаћинства, а просечан број чланова по домаћинству је 2,67.
Становништво у овом насељу веома је хетерогено, а у последња три пописа, примећен је пад у броју становника.
|  |

| Демографија | Демографија | Демографија |
| Година      | Становника  | Становника  |
| ----------- | ----------- | ----------- |
|             |             |             |
|             |             |             |
|             |             |             |
|             |             |             |
| 1948.       | 310         |             |
| 1953.       | 328         |             |
| 1961.       | 429         |             |
| 1971.       | 357         |             |
| 1981.       | 263         |             |
| 1991.       | 180         | 176         |
| 2003.       | 112         | 112         |
|             |             |             |

| Етнички састав према попису из 2003.‍ | Етнички састав према попису из 2003.‍ | Етнички састав према попису из 2003.‍ | Етнички састав према попису из 2003.‍ | Етнички састав према попису из 2003.‍ |
| ------------------------------------ | ------------------------------------ | ------------------------------------ | ------------------------------------ | ------------------------------------ |
|                                      |                                      |                                      |                                      |                                      |
| Срби                                 | Срби                                 |                                      | 69                                   | 61,60%                               |
| Црногорци                            | Црногорци                            |                                      | 40                                   | 35,71%                               |
| непознато                            | непознато                            |                                      | 0                                    | 0,0%                                 |

| Година пописа     | 1948. | 1953. | 1961. | 1971. | 1981. | 1991. | 2003. |
| ----------------- | ----- | ----- | ----- | ----- | ----- | ----- | ----- |
| Број домаћинстава | 60    | 70    | 109   | 69    | 65    | 54    | 42    |

| Број чланова      | 1  | 2  | 3  | 4 | 5 | 6 | 7 | 8 | 9 | 10 и више | Просек |
| ----------------- | -- | -- | -- | - | - | - | - | - | - | --------- | ------ |
| Број домаћинстава | 42 | 13 | 10 | 9 | 6 | 1 | 1 | 0 | 1 | 1         | 0      |

| Пол    | Укупно | Неожењен/Неудата | Ожењен/Удата | Удовац/Удовица | Разведен/Разведена | Непознато |
| ------ | ------ | ---------------- | ------------ | -------------- | ------------------ | --------- |
| Мушки  | 42     | 19               | 21           | 1              | 0                  | 1         |
| Женски | 58     | 12               | 21           | 23             | 0                  | 2         |
| УКУПНО | 100    | 31               | 42           | 24             | 0                  | 3         |

| Пол    | Укупно                    | Пољопривреда, лов и шумарство | Рибарство                            | Вађење руде и камена | Прерађивачка индустрија       |
| ------ | ------------------------- | ----------------------------- | ------------------------------------ | -------------------- | ----------------------------- |
| Мушки  | 17                        | 7                             | 0                                    | 0                    | 0                             |
| Женски | 15                        | 6                             | 0                                    | 0                    | 2                             |
| УКУПНО | 32                        | 13                            | 0                                    | 0                    | 2                             |
| Пол    | Производња и снабдевање   | Грађевинарство                | Трговина                             | Хотели и ресторани   | Саобраћај, складиштење и везе |
| Мушки  | 4                         | 1                             | 0                                    | 1                    | 2                             |
| Женски | 0                         | 1                             | 5                                    | 0                    | 0                             |
| УКУПНО | 4                         | 2                             | 5                                    | 1                    | 2                             |
| Пол    | Финансијско посредовање   | Некретнине                    | Државна управа и одбрана             | Образовање           | Здравствени и социјални рад   |
| Мушки  | 0                         | 0                             | 2                                    | 0                    | 0                             |
| Женски | 0                         | 0                             | 0                                    | 1                    | 0                             |
| УКУПНО | 0                         | 0                             | 2                                    | 1                    | 0                             |
| Пол    | Остале услужне активности | Приватна домаћинства          | Екстериторијалне организације и тела | Непознато            | Непознато                     |
| Мушки  | 0                         | 0                             | 0                                    | 0                    | 0                             |
| Женски | 0                         | 0                             | 0                                    | 0                    | 0                             |
| УКУПНО | 0                         | 0                             | 0                                    | 0                    | 0                             |